# Na południe od granicy, na zachód od słońca
Na południe od granicy, na zachód od słońca (jap. 国境の南、太陽の西 Kokkyō no minami, taiyō no nishi; ang. South of the Border, West of the Sun) – powieść japońskiego pisarza Harukiego Murakamiego.
Powieść została wydana w Japonii w 1992 r., wydanie anglojęzyczne ukazało się w 2000 roku. W Polsce powieść wydało wydawnictwo Muza SA w 2006 roku.

## Fabuła
Bohaterem powieści jest jedynak Hajime. W dzieciństwie zaprzyjaźnił się z Shimamoto, która podobnie jak on nie miała rodzeństwa, i dodatkowo cierpiała na chromanie. Ta znajomość wpłynęła na całe jego życie. Mimo iż po skończeniu szkoły podstawowej nie widział swej przyjaciółki przez długie lata, jej obraz miał cały czas przed oczami. Być może dlatego jego związki uczuciowe w latach młodzieńczych były bardzo nieudane. Swą drugą w życiu sympatię, Izumi, skrzywdził na całe życie, zdradzając ją z jej kuzynką. Po latach ustabilizował swe życie, bogato i szczęśliwie się ożenił, spłodził dwie córki i został właścicielem dwóch popularnych klubów jazzowych. Niespodziewana wizyta Shimamoto pokazała jak złudna była to stabilizacja. Tajemnicza kobieta jest i nie jest jego dawną znajomą, ale jeszcze bardziej go pociąga. Dziwny, platoniczny romans prawie niszczy jego małżeństwo i dotychczasowe życie. Dla największej miłości swego życia Hajime jest gotów zostawić wszystko. Jednak kobieta niespodziewanie znika, zostawiając bohatera zawieszonego między dawnym i obecnym związkiem, żyjącego tylko siłą inercji. Otrzeźwienie przychodzi po przypadkowym spotkaniu skrzywdzonej kiedyś Izumi. Hajime uświadamia sobie, że swoim zachowaniem rani bliskich. Teraz spróbuje do nich wrócić.
Shimamoto symbolizuje tu marzenie, ideał, do którego przez całe życie tęskni Hajime wiodący ustabilizowane, ale nieszczęśliwe życie. Tą powieścią Murakami wpisuje się w krąg utworów analizujących jednostkę szukającą swej prawdziwej drogi życiowej, podobnie jak Alchemik Paulo Coelho czy Zen i sztuka oporządzania motocykla Roberta Pirsiga.